# Société Co-opérative des îles Anglo-Normandes

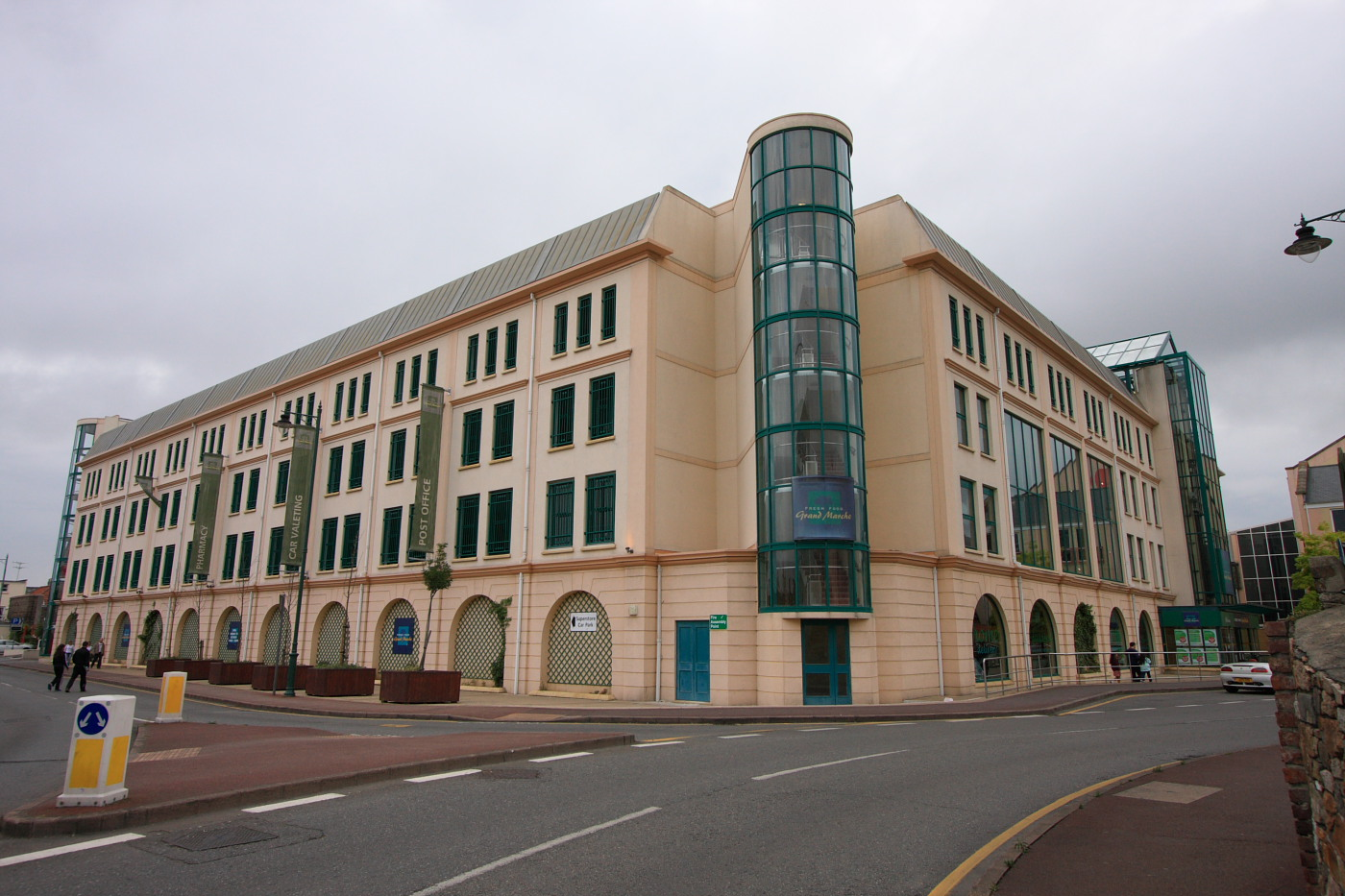
Une supérette coopérative "Grand Marché" à Saint-Hélier.

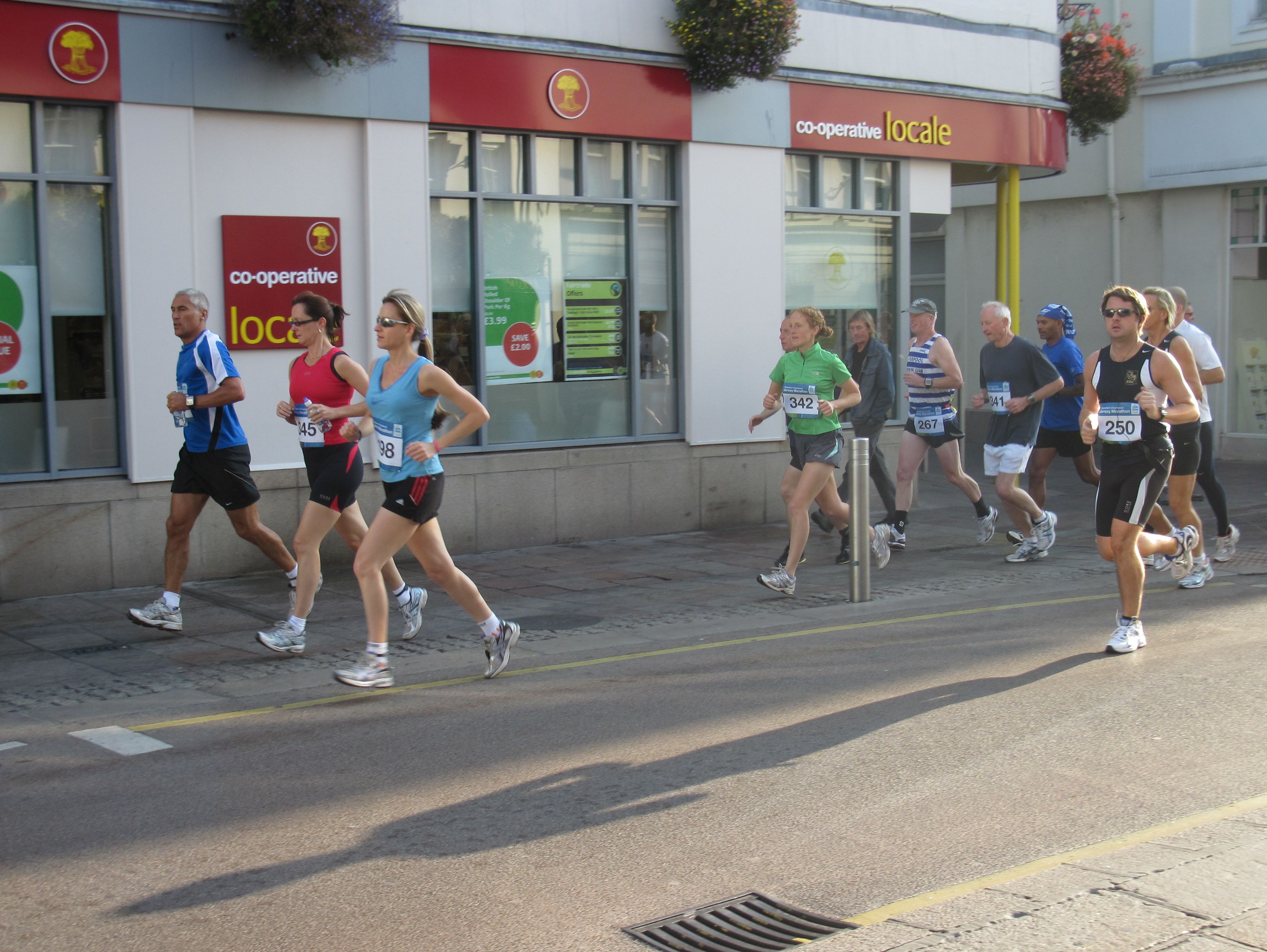
Le marathon de Jersey devant un magasin "Co-opérative Locale".

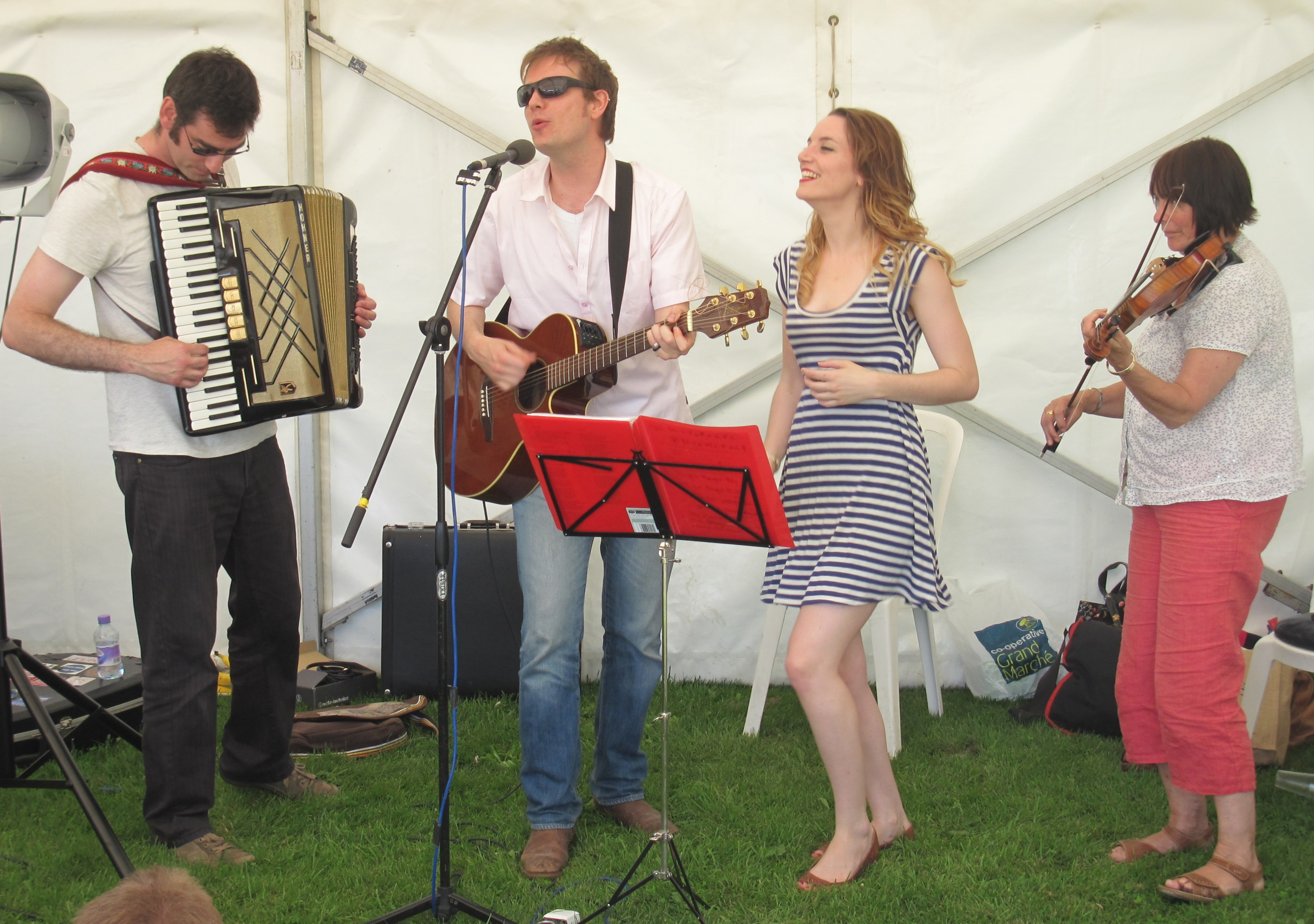
Au sol, à l'arrière plan, un sac à provision "Grand Marché" lors d'un concert du groupe Badlabecques.

La société Co-opérative des îles Anglo-Normandes (en anglais : Channel Islands Co-operative Society), est une coopérative de consommation en vue d'acheter en gros des biens de consommation. Son siège est situé à Saint-Hélier sur l'île de Jersey.

## Historique
La société Co-opérative des îles Anglo-Normandes a été fondé en 1919 à Jersey et en 1947 à Guernesey. Les deux sociétés coopératives ont été supervisées par un comité de surveillance. Elles sont soumises à la fiscalité britannique. En 1955, elles fusionnèrent sous le nom actuel de Société Co-opérative des îles anglo-normandes. Cette société coopérative est membre du Co-operative Group britannique. 
La société coopérative regroupe une quinzaine de commerce de proximité et de supérettes de vente au détail à Jersey et une dizaine à Guernesey. L'adhésion est ouverte à tous les résidents des îles anglo-normandes. Les membres reçoivent une part des bénéfices sous forme de dividendes. Selon la taille du magasin adhérent, les supérettes portent le nom de "Grand Marché" ainsi que celui de "En Route", et les épiceries le nom de "Locale". La société co-opérative a également plusieurs pharmacies sous le nom de "Pharmacy Locale".
Depuis les années 2000, la société co-opérative loue les vastes locaux d'un bâtiment sous le nom de «Grand Marché»  à Saint-Hélier avec un espace de 235 places de stationnements à l'intérieur. La société co-opérative a poursuivi son vaste programme de développement avec la construction de nouveaux magasins à l'enseigne du «Grand Marché» notamment à Saint-Martin sur l'île de Guernesey, ainsi qu'à Jersey avec l'adhésion de la supérette «En Route» à Saint-Pierre sur le réseau de l'enseigne "Grand Marché" et la transformation complète de la "Market Street Grocery" en une épicerie sous le nom de «Locale». 
En 2007, la société Co-opérative a vu sa croissance progressé à Guernesey avec l'ajout de la nouvelle boutique "En Route" en remplacement du "Garage Duques" dans la paroisse de La Forêt. En juin 2009 la supérette "En Route" de la paroisse de Saint-Martin a été ajouté sur le site "Grand Marché".
La Société Co-opérative des îles Anglo-Normandes fut administrée durant 35 ans par le député et militant communiste Norman Le Brocq qui en fut également son président pendant 27 années.